# Leno (Lombardei)
Leno (lombardisch Lén) ist eine norditalienische Gemeinde (comune) mit 14.405 Einwohnern (Stand 31. Dezember 2023) in der Provinz Brescia in der Lombardei. Die Gemeinde liegt etwa 18,5 Kilometer südlich von Brescia.
Der Name des Ortes stammt von der langobardischen Abtei Badia Leonense.

## Persönlichkeiten
- Mariastella Gelmini (* 1973), Politikerin

## Gemeindepartnerschaft
Leno unterhält seit 2005 eine inneritalienische Partnerschaft mit der Gemeinde Cassino in der Provinz Frosinone, Latium.

## Verkehr
Durch die Gemeinde führt die Autostrada A21 von Brescia weiter nach Cremona und Piacenza ins Piemont Richtung Turin. Ferner führt die Provinzstraße SPBS 668 durch das Gemeindegebiet.